# كيتين ناتيفيداد
كيتين ناتيفيداد هي ممثلة أفلام ونجمة إباحية أمريكية مكسيكية. ولدت في 13 من فبراير سنة 1948 بـمدينة سيوداد خواريز،  المكسيك.

## روابط خارجية
لم يتم العثور على روابط لمواقع التواصل الاجتماعي.

- كيتين ناتيفيداد على موقع IMDb (الإنجليزية)
- كيتين ناتيفيداد على موقع روتن توميتوز (الإنجليزية)
- كيتين ناتيفيداد على موقع ألو سيني (الفرنسية)
- كيتين ناتيفيداد على موقع تيرنر كلاسيك موفيز (الإنجليزية)
- كيتين ناتيفيداد على موقع أول موفي (الإنجليزية)
- كيتين ناتيفيداد على موقع قاعدة بيانات الأفلام السويدية (السويدية)
- كيتين ناتيفيداد على موقع إن إن دي بي (الإنجليزية)
- كيتين ناتيفيداد على موقع ديسكوغز (الإنجليزية)
- كيتين ناتيفيداد على موقع قاعدة بيانات الفيلم (الإنجليزية)
- كيتين ناتيفيداد على موقع ليتربوكسد (الإنجليزية)